# VV Cephei
VV Cephei, abreviat: VV Cep, cunoscută și ca HD 208816, este o stea binară cu eclipse situată în constelația Cefeu, la circa 3.000 de  ani-lumină de Pământ. Ea conține o hipergigantă roșie, VV Cephei A, care este una dintre stelele cele mai mari cunoscute în momentul de față, și un companion, VV Cephei B, o stea albastră din secvența principală.

## VV Cephei A
VV Cephei A, hipergigantă roșie, este de tip spectral M2, iar raza sa este circa 1.050 ori mai mare decât aceea a Soarelui, adică, cu un diametru de vreo 730.485.000 km; dacă s-ar afla pe locul Soarelui, ea s-ar întinde până la orbita lui Jupiter. Luminozitatea sa este cuprinsă între 275.000 și 575.000 luminozitatea Soarelui. Masa sa este necunoscută; se estimează, pornind de la caracteristicile sale orbitale, că ar fi de 100 de mase solare; pornind de la luminozitate, ar fi între 25 și 40 mase solare.

## VV Cephei B
VV Cephei B este o stea albastră din secvența principală, de tip spectral B0. Este de circa 13 ori mai mare decât Soarele și de 100.000 ori mai luminoasă decât acesta.
Când VV Cephei A este cel mai aproape de companionul său, ea își umple în totalitate lobul lui Roche și pierde materie în profitul companionului, VV Cephei B.

## Sistemul stelar
Cele două stele sunt separate, în medie, de 25 de unități astronomice (un pic mai puțin decât distanța dintre Soare și planeta Neptun). Perioada sistemului este de 7.430 de zile (20,3 ani). Văzut de pe Terra, sistemul formează o stea binară cu eclipse care durează 1.300 de zile (3,5 ani) ; mijlocul ultimei eclipse s-a produs în ianuarie 1998.